# اللغة الإنجليزية لأغراض محددة
اللغة الإنجليزية لأغراض محددة (ESP) هي مجموعة فرعية من اللغة الإنجليزية كلغة ثانية. غالباً يشير إلى تدريس اللغة الإنجليزية لطلاب الجامعات أو الأشخاص العاملين بالفعل أو لمن يرغب في التخصص ووالتوسع في هذا المجال، مع الإشارة إلى المفردات والمهارات الخاصة التي يحتاجها. مثل أي لغة يتم تدريسها لأغراض محددة، سوف تركز دورة معينة من ESP على مهنة أو وظيفه واحدة، مثل اللغة الإنجليزية الفنية، الإنجليزية العلمية، الإنجليزية للمتخصصين الطبيين، الإنجليزية للنادل، اللغة الإنجليزية للسياحة إلخ. على الرغم من التركيز المحدود، فإن دورة ESP يمكن أن يكون لها تأثير واسع النطاق، مثل الحال مع الإنجليزية البيئية.
EAP ، التي يتم تدريسها للطلاب قبل أو أثناء تخصصاتهم الجامعية، هي نوع واحد من ESP ، مثل اللغة الإنجليزية للأعمال.  يتم تدريس الطيران باللغة الإنجليزية للطيارين ومراقبي الحركة الجوية وطلاب الطيران المدني لتمكينهم من الاتصالات اللاسلكية.

## تعريف

### الخصائص المطلقة
1. يتم تعريف ESP (اللغة الإنجلينزية لأغراض محددة) لتلبية الاحتياجات النفسية للمتعلمين وكيف سيستجيبون للإغراءات (التسلسل الهرمي للاحتياجات).
2. يستخدم ESP المنهجية والأنشطة الأساسية للانضباط الذي يخدمه.
3. يتمحور برنامج ESP حول اللغة المناسبة لهذه الأنشطة من حيث القواعد والمفردات والتسجيل ومهارات الدراسة والخطاب والنوع.

### الخصائص المتغيرة
ستريفنز (Strevens) 1988), من الممكن  ولكن ليس بالضرورة أن يكون ESP:
1. مقيد بالمهارات اللغوية التي يجب تعلمها (على سبيل المثال القراءة فقط)
2. لا يتم تدريسه وفقًا لأي منهجية محددة مسبقًا (ص 1 - 2)

دودلي إيفانز وسانت جون Dudley-Evans & St John(1998):
1. قد يكون ESP مرتبطًا أو مصممًا لتخصصات معينة؛ (Dabong ، 2019)
2. قد يستخدم ESP ، في مواقف تعليمية معينة، منهجية مختلفة عن منهج اللغة الإنجليزية العامة.
3. من المحتمل أن يكون ESP مصممًا للمتعلمين البالغين، إما في مؤسسة المستوى الثالث أو في وضع عمل مهني. ومع ذلك، يمكن أن يكون للمتعلمين في مستوى المدرسة الثانوية؛
4. تم تصميم ESP بشكل عام للطلاب المتوسطين أو المتقدمين.
5. تفترض معظم دورات ESP بعض المعرفة الأساسية لنظام اللغة، ولكن من الممكن استخدامها مع المبتدئين (ص 4-5)

## التدريس
ESP (اللغة الإنجليزية لأغراض محددة) تُدرَّس في العديد من جامعات العالم. العديد من الجمعيات المهنية لمدرسي اللغة الإنجليزية (TESOL, IATEFL) لديها قسم ESP (اللغة الإنجليزية لأغراض محددة). يُكرَّس الكثير من الاهتمام لتصميم دورات الـ ESP(اللغة الإنجليزية لأغراض محددة). تدريس ESP (اللغة الإنجليزية لأغراض محددة) لديه الكثير من الأمور المشتركة مع 'اللغة الإنجليزية كلغة أجنبية أو لغة ثانية' و 'اللغة الإنجليزية لأغراض أكاديمية'. يمكن اعتبار اللغة الإنجليزية للأعمال سريعة النمو كجزء من مفهوم أكبر للغة الإنجليزية لأغراض محددة.
إن مفهوم ' اللغة الإنجليزية لأغراض محددة ' مختلف عن تدريس اللغة الإنجليزية القياسي في حقيقة أن الشخص الذي يقوم بالتدريس لا يجب فقط أن يتقن اللغة الإنجليزية القياسية، بل  يجب أيضًا أن يكون على دراية في مجال تقني. عندما يتعلم أطباء البلدان الأجنبية اللغة الإنجليزية فهم بحاجة إلى معرفة أسماء أدواتهم، واصطلاحات التسمية، ومنهجيات مهنتهم قبل أن يتمكنوا من إجراء الجراحة بشكل أخلاقي. ستكون دورات ESP (تعلم اللغة الإنجليزية لأغراض محددة) ذات صلة بأي مهنة طبية تمامًا مثلما سيكون تعلم الهندسة الكهربائية مفيدًا لمهندس أجنبي. يوصي بعض علماء ESP بدورة ESP «ثنائية الطبقة»: الأولى تغطي جميع المعارف العامة في مجال الدراسة المحدد، ثم الطبقة الثانية التي ستركز على تفاصيل تخصص الفرد.

## روابط خارجية
- Tesol.org ، قسم اهتمام EES في TESOL وقائمة مناقشة ESP
- Espsig.iatefl.org ، مجموعة الاهتمام الخاص IATEFL ESP
- UNAV.es ، موقع IATEFL ESP SIG
- IESPTA - الرابطة الدولية لمعلمي ESP (وهي الجمعية الوحيدة لمعلمي ESP)

### مقالات
- Esp-world.info ، Hewings، M. 2002. تاريخ ESP من خلال «اللغة الإنجليزية لأغراض محددة».
- Iteslj.org ، كريستين جيتهاوس . القضايا الرئيسية في اللغة الإنجليزية لأغراض تطوير المناهج الدراسية (ESP). مجلة الإنترنت TESL.
- Antlab.sci.waseda.ac.jp ، لورانس أنتوني. اللغة الإنجليزية لأغراض معينة: ماذا تعني؟ لماذا تختلف؟

### المجلات
- مجلة ESP الآسيوية
- Elsevier.com ، اللغة الإنجليزية لأغراض معينة، مجلة أبحاث دولية
- مجلة تدريس اللغة الإنجليزية للأغراض الأكاديمية والخاصة

- ESP Professional - إنها المجلة الوحيدة لمعلمي ESP في جميع أنحاء العالم.